# ابن بكير
الحسين بن أحمد بن عبد الله، ابن بكير البغدادي الصيرفي (327 هـ - 388 هـ / 939 - 988 م): من شيوخ بغداد الكبار في زمنه، ومحدّث من الحفاظ، قال فيه ابن العماد الحنبلي:« كان عجبا في حفظ الحديث، وسرده، وكان ثقة غمزه بعضهم».

حدث عنه: ابن شاهين وهو من شيوخه، وأبو العلاء الواسطي، وعبيد الله الأزهري، وأبو القاسم التنوخي، وأبو الحسين بن المهتدي بالله، وآخرون . وله عدة مؤلفات، وصلنا منها: (فضائل من اسمه أحمد أو محمد - مطبوع)، و(نقد الطبقات في الأسماء المفردة للبرديجي - مخطوطة). وتوفي ابن بكير في ربيع الآخر سنة ثمان وثمانين وثلاثمائة، وعاش إحدى وستين سنة.